# Nicole Pratt
Nicole Pratt (ur. 5 marca 1973 w Mackay) – australijska tenisistka, reprezentantka kraju w Fed Cup, olimpijka z Sydney (2000) i Aten (2004).

## Kariera tenisowa
W swojej karierze wygrała jeden tytuł singlowy, a było to w 2004 roku w Hajdarabadzie. Ponadto w 2001 roku dotarła do finału w Szanghaju, w 2002 dwukrotnie znalazła się w półfinałach (Hobart i Birmingham).
W grze podwójnej triumfowała w dziewięciu imprezach WTA Tour, a pierwszy tytuł zdobyła w Québec w 2000 roku w parze z Meghann Shaughnessy. Wygrała w tym samym roku również w ’s-Hertogenbosch (w parze z de Lone). W 2001 roku zwyciężyła w Toronto, a dwa lata później w Szanghaju. W 2004 roku wraz z Greczynką Eleni Daniilidu osiągnęła sukces w Stanford, a rok później w Pradze. Rok 2007 rozpoczęła od wygranej wspólnie z Marą Santangelo w Pattaya, a w Acapulco doszła do finału z Émilie Loit.
Zawodniczka nie ma na koncie żadnego wielkoszlemowego zwycięstwa. W Australian Open dotarła najdalej do czwartej rundy w 2003 roku. We French Open kilkakrotnie docierała do drugiej rundy. W Wimbledonie była najdalej w trzeciej rundzie (2006), podobnie jak i na US Open (2003).
15 stycznia 2008 roku, po porażce w pierwszej rundzie Australian Open ogłosiła zakończenie kariery tenisowej.

## Finały turniejów WTA
| Legenda                | Legenda |
| ---------------------- | ------- |
| Wielki Szlem           |         |
| Igrzyska olimpijskie   |         |
| WTA Tour Championships |         |
| 1988 – 2008            |         |
| Kategoria I            |         |
| Kategoria II           |         |
| Kategoria III          |         |
| Kategoria IV           |         |
| Kategoria V            |         |

### Gra pojedyncza (1–1)
| Końcowy wynik | Nr | Data                 | Turniej    | Nawierzchnia | Przeciwniczka    | Wynik finału |
| ------------- | -- | -------------------- | ---------- | ------------ | ---------------- | ------------ |
| Finalistka    | 1. | 14 października 2001 | Szanghaj   | Twarda       | Monica Seles     | 2:6, 3:6     |
| Zwyciężczyni  | 1. | 21 lutego 2004       | Hajdarabad | Twarda       | Marija Kirilenko | 7:6, 6:1     |

### Gra podwójna (9–4)
| Końcowy wynik | Nr | Data             | Turniej          | Nawierzchnia | Partnerka           | Przeciwniczki                                 | Wynik finału   |
| ------------- | -- | ---------------- | ---------------- | ------------ | ------------------- | --------------------------------------------- | -------------- |
| Finalistka    | 1. | 23 maja 1998     | Madryt           | Ceglana      | Rachel McQuillan    | Florencia Labat Dominique Van Roost           | 3:6, 1:6       |
| Zwyciężczyni  | 1. | 26 czerwca 2000  | ’s-Hertogenbosch | Trawiasta    | Erika de Lone       | Catherine Barclay-Reitz Karina Habšudová      | 7:6, 4:3 krecz |
| Zwyciężczyni  | 2. | 5 listopada 2000 | Quebec           | Dywanowa     | Meghann Shaughnessy | Els Callens Kimberly Po                       | 6:3, 6:4       |
| Zwyciężczyni  | 3. | 19 sierpnia 2001 | Toronto          | Twarda       | Kimberly Po         | Tina Križan Katarina Srebotnik                | 6:3, 6:1       |
| Finalistka    | 2. | 16 września 2001 | Waikoloa         | Twarda       | Els Callens         | Tina Križan Katarina Srebotnik                | 2:6, 3:6       |
| Finalistka    | 3. | 14 września 2003 | Bali             | Twarda       | Émilie Loit         | María Vento-Kabchi Angelique Widjaja          | 5:7, 2:6       |
| Zwyciężczyni  | 4. | 21 września 2003 | Szanghaj         | Twarda       | Émilie Loit         | Ai Sugiyama Tamarine Tanasugarn               | 6:3, 6:3       |
| Zwyciężczyni  | 5. | 18 lipca 2004    | Stanford         | Twarda       | Eleni Daniilidu     | Iveta Benešová Claudine Schaul                | 6:2, 6:4       |
| Zwyciężczyni  | 6. | 15 maja 2005     | Praga            | Ceglana      | Émilie Loit         | Barbora Strýcová Jelena Kostanić              | 6:7, 6:4, 6:4  |
| Zwyciężczyni  | 7. | 13 stycznia 2006 | Hobart           | Twarda       | Émilie Loit         | Jill Craybas Jelena Kostanić                  | 6:2, 6:1       |
| Zwyciężczyni  | 8. | 11 lutego 2007   | Pattaya          | Twarda       | Mara Santangelo     | Chan Yung-jan Chuang Chia-jung                | 6:4, 7:6       |
| Zwyciężczyni  | 9. | 24 lutego 2007   | Memphis          | Twarda       | Bryanne Stewart     | Jarmila Gajdošová Akiko Morigami              | 7:5, 4:6, 10-5 |
| Finalistka    | 4. | 3 marca 2007     | Acapulco         | Ceglana      | Émilie Loit         | Lourdes Domínguez Lino Arantxa Parra Santonja | 3:6, 3:6       |

## Finały juniorskich turniejów wielkoszlemowych

### Gra pojedyncza (1–0)
| Końcowy wynik | Rok  | Turniej         | Nawierzchnia | Przeciwniczka    | Wynik finału |
| Zwyciężczyni  | 1991 | Australian Open | Twarda       | Kristin Godridge | 6:4, 6:3     |

### Gra podwójna (2–3)
| Końcowy wynik | Rok  | Turniej         | Nawierzchnia | Partnerka        | Przeciwniczki                     | Wynik finału  |
| Finalistka    | 1989 | Australian Open | Twarda       | Angie Woolcock   | Andrea Strnadová Eva Švíglerová   | 2:6, 0:6      |
| Zwyciężczyni  | 1989 | French Open     | Ceglana      | Wang Shi-ting    | Cathy Caverzasio Silvia Farina    | 7:5, 3:6, 8:6 |
| Finalistka    | 1990 | Australian Open | Twarda       | Justine Hodder   | Rona Majer Limor Zaltz            | 4:6, 4:6      |
| Finalistka    | 1990 | Wimbledon       | Trawiasta    | Kirrily Sharpe   | Karina Habšudová Andrea Strnadová | 3:6, 2:6      |
| Zwyciężczyni  | 1991 | US Open         | Twarda       | Kristin Godridge | Åsa Carlsson Cătălina Cristea     | 7:6, 7:5      |